# Moholm-Bällefors flygbas
Moholm-Bällefors flygbas eller bara Moholm flygbas (IATA: -, ICAO: ESFM)  är en före detta militär flygbas, strax norr om länsväg 201 intill Moholm, cirka 15 km söder om Töreboda och 30 km norr om Skövde i Västra Götalands län.

## Historik
Flygbasen började anläggas i september 1939 och stod färdig i juli 1940 och bestod då av tre rullbanor på 700 meter vardera. Rullbanorna var byggda i en triangelformation och fältet benämndes inom Flygvapnet som Moholm/Kyrketorp (Fält 9). Under början av 1950-talet tillkom ett nytt flygfält, Moholm/Bällefors (Fält 8) vilket senare slogs samman med fält 9. Detta genom att den nordliga rullbanan i det triangelformade rullbanesystemet på fält 9 förlängdes och fick en sträckning på 1 400 meter. År 1975 fick basen beteckningen 36 som ny flygbasnumrering.
Flygbasen byggdes ut till Bas 60-systemet och var en av fyra som räknades in i de så kallade Västgötabaserna. Basen var planerad för utbyggnad till Bas 90 men genomfördes aldrig.